# Ribeirinhos
 (octobre 2012).
Les ribeirinhos (étymologiquement : ceux qui vivent sur les rives) sont un peuple traditionnel de l'Amérique du Sud, qui vit sur et près des rivières et dont la principale activité est la pêche de subsistance et l'élevage à petite échelle, pour leur propre usage. En 2011, les peuples des ripisylves vivant sur les fleuves du Brésil sont environ composés de 6.513.000 personnes[réf. nécessaire].
Les ribeirinhos vivent habituellement près de l'eau ou dans des habitations sur pilotis (palafittes). Ils circulent sur les fleuves, aujourd'hui sur des bateaux à moteur dits Voadeiras, avec lesquelles ils peuvent rejoindre les villes voisines.

## Reconnaissance
Pour la première fois dans l'histoire, le 7 février 2007, le gouvernement fédéral du Brésil a reconnu l'existence formelle de ces populations rurales.[réf. nécessaire]
Via six articles d'un décret établissant une politique nationale pour le développement durable des peuples traditionnels, le gouvernement fédéral a étendu la reconnaissance des peuples autochtones et des quilomboloas dans la Constitution de 1988 aux populations des ribeirinhos.

## Difficultés
Ce peuple rivulaire est globalement confronté à un bouleversement de ses habitudes alimentaires,,, ainsi, localement, qu'à des changements hydrographique, avec notamment les effets de la construction de barrages hydroélectriques, par exemple sur le fleuve Paraná. Traditionnellement, par exemple chez Ribeirinhos vivant sur les rives du Rio Negro, les choix alimentaires sont liés à des préférences individuelles, aux ressources naturelles et économiques des familles, mais aussi à des aspects sociaux-culturels incluant des tabous alimentaires : ici les « animaux aux traits hybrides ou aux caractères difficilement catégorisables, comme les poissons lisses et les animaux de régime généraliste (omnivores), sont soumis à des tabous alimentaires ».
Ce peuple est aussi, dans certaines régions confrontés à la déforestation et aux cultures de palmiers à huile. Dans les années 2000, ce peuple (et d'autres communautés locales), selon l’agence de journalisme d'investigation Publica (en 2022) et le journal Ver O Fato est localement victime de conflits fonciers avec notamment le groupe Agropalma qui s'est illégalement appropriée des terrains considérés par les tribunaux brésiliens comme appartenant en réalité à l’État (ces tribunaux ont annulé l’enregistrement de 58 000 ha par l'entreprise, mais celle-ci se considère encore propriétaire, et tente de faire reconnaitre sa propriété, tout en expulsant les populations vivant là des plantations, mais aussi de certains cours d'eau. Des ONG (comme Global Witness) dénoncent des violations des droits des ribeirinhos, et notamment particulier des menaces, assassinats et violences : selon une enquête de Tomás Balduino (du centre de documentatio de la Commission Pastoral Terra ou CPT) 4 Quilombolas ont été assassinés lors de conflits fonciers dans la région en 10 ans, 4 autres ont échappé à des tentatives d'assassinat, et 14 menaces de mort ont été faites contre les Quilombolas et les peuples autochtones rien que pour les municipalités d'Acará et Tomé-Açu (les Quilombolas sont des communautés rurales noires défendues par une Coordination, la CONAQ). 
De plus, Agropalma et BBF bloquent les accès à certains cours d'eau et à cimetières en s'appuyant sur des moyens lourds de surveillance (utilisant des drones, une tour de surveillance, des caméras, une sécurité armée et des barrières physiques telles que des tranchées (comblées en avril 2022 après des affrontements avec les communautés et à la suite d'une ordonnance du tribunal, et des plaques métalliques ou clôtures... pour empêcher les résidents de pêcher, chasser, cueillir ou cultiver ou se déplacer dans les parcelles supposées leur appartenir (Brasil Bio Fuels). 
Pour les groupes les plus isolés dans l'intérieur de la forêt, l'accès aux infrastructures et services de santé peut être difficile.